# Polfilter
Polfilteret eller rettere polarisationsfilteret er et optisk filter, der i fotografi kan benyttes til at minimere refleksioner og/eller mætte farverne i billedet. Filteret, som kan sættes foran objektivet, virker ved at lade lys polariseret i et bestemt plan passere.
Refleksioner i ikke metalliske overflader kan minimeres med polfilteret, idet det reflekterede lys til en vis udstrækning er polariseret. Dette er med til at mætte farverne i billedet, idet det hvide lys der reflekteres, filtreres fra. Ved Brewster vinklen er alt det reflekterede lys polariseret og effekten af polfilteret er derfor størst her.
Farvemætningen af himlen er en effekt af Rayleigh-spredning, der polariserer det spredte lys. Effekten kan tydeligst observeres, når solen står vinkelret i forhold til beskueren.